# 日湾擦长错
日湾擦长错，又譯日湾擦卡，是一个位于中国西藏自治区阿里地区改则县察布乡南部的湖泊，面积约为3.25平方千米，属于青藏高原。它的一级流域为内流区诸河，二级流域为西藏内流区。